# Muda (village)
Pour les articles homonymes, voir Muda.
Muda est un village de la commune de Emmaste du Comté de Hiiu en Estonie.
Au 31 décembre 2011, il compte 27 habitants.